# آدیماکال
آدیماکال (به انگلیسی: Adimakal) فیلمی محصول سال ۱۹۶۹ و به کارگردانی کی. اس. ستوماداوان است. در این فیلم بازیگرانی همچون پرم نظیر، ساتیان، شارادا، شیلا، بهادر ایفای نقش کرده‌اند.